# NGC 3157
NGC 3157 (другие обозначения — IC 2555, ESO 435-51, MCG -5-24-26, IRAS10094-3123, PGC 29691) — спиральная галактика с перемычкой (SBc) в созвездии Насос.
Этот объект входит в число перечисленных в оригинальной редакции «Нового общего каталога».